# Francesco Belli
Francesco Belli es director de orquesta y clarinetista italiano. Desde 2021 se desempeña como director en la Orquesta Filarmónica de Cali.

## Biografía
Proviene de una familia de artistas y músicos. Se adentró en el mundo de la música gracias a su abuelo materno y luego continuó sus estudios con el compositor italiano Daniele Paris y el clarinetista Luigi Neroni.
Una vez graduado y laureado con la máxima distinción, se perfeccionó enseguida con el clarinetista Karl Leister (Filarmónica de Berlín) y en la dirección de orquesta con Franco Ferrara y Nicola Samale. 
Desde 1997 hasta el 2001 fue director titular de la Orquesta Sinfónica del Valle del Cauca (en Santiago de Cali, Colombia) y luego fue director titular de la Orquesta Latina Philarmonia (Italia). Además, es director invitado permanente de la Filarmónica Nacional de Cuba. Esta última institución, le otorgó la categoría de Hospedes de honor y le entrega la Medalla conmemorativa aniversario 50 de la Orquesta Sinfónica Nacional, por sus relevantes contribuciones al más importante de los colectivos sinfónicos cubanos. 
Ha sido director artístico y musical del Concerti al Chiostro de Carpineto Romano, de la Accademia Musicale Lepina, del Festival de San Martino y del Sabaudia Musical Festival. 
Ha sido docente en el Conservatorio del Estado Italiano y titular en el Instituto Superior de Música Otorino Respigh. 

## Premios
- “Huésped de Honor” de la Orquesta Filarmónica Nacional de Cuba
- “Medalla conmemorativa Aniversario 50 de la Orquesta Sinfónica Nacional”
- "Ciudadano excelente" de Alcaldía de Sabaudia, Italia, 2013